# Nemesvid, Somogy
Nemesvid  este un sat în districtul Marcal, județul Somogy, Ungaria, având o populație de 801 locuitori (2011). 

## Demografie
Componența etnică a satului Nemesvid
     Maghiari (79,6%)
     Romi (15,42%)
     Germani (4,6%)
     Ruși (0,37%)
Componența confesională a satului Nemesvid
     Fără religie (16,48%)
     Reformați (1,5%)
     Necunoscută (82,02%)
     Alte religii (1%)
Conform recensământului din 2011, satul Nemesvid avea 801 locuitori. Din punct de vedere etnic, majoritatea locuitorilor (79,6%) erau maghiari, existând și minorități de romi (15,42%) și germani (4,6%). Nu există o religie majoritară, locuitorii fiind persoane fără religie (16,48%) și reformați (1,5%). Pentru 82,02% din locuitori nu este cunoscută apartenența confesională.